# Квинт Фулвий Флак (консул 179 пр.н.е.)
Вижте пояснителната страница за други личности с името Квинт Фулвий Флак.
Квинт Фулвий Флак (на латински: Quintus Fulvius Flaccus; † 172 пр.н.е.) e политик на Римската република през 2 век пр.н.е.

## Биография
Син е на Квинт Фулвий Флак (консул 237 пр.н.е.).
През 184 пр.н.е. той става едил. От 182 пр.н.е до 180 пр.н.е е претор и се бие в Испания срещу келтиберите. Получава триумф. През 179 пр.н.е. Фулвий е избран за консул заедно с осиновения му от фамилията МанлииАцидин брат Луций Манлий Ацидин Фулвиан. Бие се срещу лигурите.
През 174 пр.н.е става цензор заедно с Авъл Постумий Албин Луск и строи 173 пр.н.е. храм на Фортуна Еквестрис като ползва мрамор от храма на Хера Лациния в Кротон. След една година се разболява душевно и се самоубива.
Вероятно на него е наречена Виа Фулвия.